# Richard Snell
Richard August Emil Snell (* 16. März 1867 in Hildesheim; † 20. November 1934 in Wiesbaden) war ein deutscher Psychiater und Klinikdirektor.

## Leben
Richard Snell aus der hessischen Akademikerfamilie Snell und wurde geboren als Sohn des Psychiaters und Klinikdirektors Ludwig Snell; der Psychiater und Klinikdirektor Otto Snell war sein älterer Bruder. Snell studierte Medizin und promovierte 1891 an der Universität Kiel. Er arbeitete anschließend als Dritter Arzt unter Erich Gerstenberg an der von seinem Vater gegründeten Provinzial-Heilanstalt in Hildesheim. Danach war er an der Provinzial-Korrektions- und Landesarmenanstalt in Wunstorf tätig. Nach kurzer Tätigkeit als Zweiter Arzt an der Heil- und Pflegeanstalt in Osnabrück kehrte er 1900 in derselben Position an die Anstalt in Hildesheim zurück. Am 1. April 1906 wurde er Direktor der Heil- und Pflegeanstalt Eichberg. Vom 1. April 1911 bis zum 30. März 1932 war er Direktor der Heil- und Pflegeanstalt Herborn. 1913 wurde er zum Sanitätsrat ernannt.

## Schriften
- Beitrag zur Kenntnis der Wirkung des Cocains. Aus dem Laboratorium der pharmakognostischen Sammlung in Kiel. Dissertation. Universität Kiel 1891. Schmidt & Klaunig, Kiel 1891.
- Ueber die gesundheitlichen Nachteile des Alkoholmissbrauches und gesundheitspolizeiliche Maaßregeln dagegen. In: Deutsche Vierteljahresschrift für öffentliche Gesundheitspflege. Band 26, 1894, S. 426–453.